# Kocjubynske
Kocjubynske (ukrajinsky Коцюбинське, rusky Коцюбинское, Kocjubinskoje) je městys (ukrajinsky selyšče) v Kyjevské oblasti na Ukrajině. K roku 2019 v něm žilo přes šestnáct tisíc obyvatel.

## Poloha a doprava
Kocjubynske, které je ze správního hlediska součástí Bučského rajónu, tvoří enklávu v severozápadní části Kyjeva. Prochází přes něj železniční trať Kovel – Kyjev.

## Dějiny
Kocjubynske bylo založeno v roce 1900 při stavbě železniční trati Kovel – Kyjev. Původně se nazývalo Berkovec (Берковець). V roce 1941 bylo přejmenováno na Kocjubynske a získalo status městysu.